# إينيغو روس
إينيغو روس (بالإسبانية: Iñigo Ros) هو لاعب كرة قدم إسباني في مركز لاعب ارتكاز ‏، ولد في 21 أكتوبر 1982 في تطيلة في إسبانيا. لعب مع ريال جيان وريال سوسيداد ب ونادي إيبار ونادي تطيلانو ونادي تينيريفي ونادي هويسكا.

## وصلات خارجية
- إينيغو روس على موقع قاعدة بيانات كرة القدم.إي يو (الإنجليزية)
- إينيغو روس على موقع Soccerbase.com (لاعب) (الإنجليزية)
- إينيغو روس على موقع Soccerway.com (الإنجليزية)
- إينيغو روس على موقع AS.com (الإسبانية)